# شان ویلیامز
شان مری ویلیامز (متولد ۲۸ نوامبر ۱۹۶۴) یک روزنامه‌نگار و هماهنگ‌کننده است. بیشترین معروفیت شیان ویلیامز به دلیل کار در شبکه بی‌بی‌سی است.